# Lotus 95T
Der Lotus 95T war ein Formel-1-Rennwagen des britischen Rennstalls Lotus, der in der Formel-1-Saison 1984 eingesetzt wurde.

## Technische Daten
Der Rennwagen war eine Schöpfung vom Lotus Chefkonstrukteur Gérard Ducarouge in Zusammenarbeit mit Ingenieur Martin Ogilvie. Lotus stellte das Fahrzeug im Dezember 1983 relativ früh fertig, konnte es vor Saisonbeginn eingehend testen und das gute Grundkonzept des Lotus 95T bestätigen. Insbesondere Nigel Mansell erregte dabei mit Bestzeiten und Rundenrekorden Aufsehen.
Ducarouge hatte bei der Konstruktion des Wagens zahlreiche Komponenten des Vorgängerfahrzeugs übernommen, weshalb er eine gewisse Ähnlichkeit zum Lotus 94T hatte. Die Besonderheit des Lotus 95T war jedoch, dass Ducarouge für die Saison 1984 zwei verschiedene Chassis konzipiert hatte, eines für schnelle und eines für langsame Strecken. So konnte Lotus, je nach Streckencharakteristik, die divergenten Fahreigenschaften beider Fahrzeugvarianten nutzen. Mansell und Teamkollege Elio de Angelis waren sich darüber einig, dass der Lotus 95T angenehme Fahreigenschaften hatte und leicht im Grenzbereich zu bewegen war.
Das Chassis selbst bestand aus einer Wabensandwichkonstruktion mit Deckschichten aus mit Kohlenstoff- und Aramidfasern verstärktem Kunstharz. Angetrieben wurde der Lotus 95T von einem wassergekühlten Sechszylinder-Renault-Turbomotor des Typs EV4. Er wog 160 kg, hatte einen Hubraum von 1.492 cm³ und leistete mit einem auf 3,5 bar begrenzten Ladedruck ca. 596 kW bei einer Drehzahl von etwa 11.000/min. Motorelektronik und Zündung stammten von Magneti Marelli. Das manuell zu schaltende Lotus-Hewland Getriebe hatte fünf Vorwärtsgänge und einen Rückwärtsgang. Der Tank fasste 220 Liter. Die Räder waren einzeln an Doppelquerlenkern aufgehängt. Stoßdämpfer wurden von Koni bezogen.

## Sponsor
Hauptsponsor war die zum Tabak-Konzern R. J. Reynolds gehörende Zigarettenmarke John Player, weshalb das Fahrzeug in schwarz mit goldenen Applikationen gehalten war.

## Saisonverlauf
Obgleich Lotus das beste Fahrzeugchassis im Starterfeld hatte und in der Motorleistung dem TAG-Porsche im McLaren MP4/2 ebenbürtig war, erzielten sowohl de Angelis als auch Mansell – trotz zweier Pole-Positionen – keine Rennsiege. Zum einen lag dies an der fehlenden Zuverlässigkeit der Renault-Motoren – De Angelis und Mansell schieden jeweils dreimal durch Defekte im Motor oder im Turbolader aus – und zum anderen an den Reifenmischungen von Goodyear, die streckenweise jenen von Michelin unterlegen waren. Bestes Ergebnis war der zweite Platz von de Angelis beim Großen Preis der USA Ost in Detroit. Insgesamt holte genannte Fahrerpaarung 47 Weltmeisterschaftspunkte für Lotus, was für Rang drei in der Konstrukteursweltmeisterschaft reichte.
| Fahrer               | Nr.                  | 1   | 2   | 3   | 4   | 5 | 6   | 7 | 8   | 9 | 10  | 11  | 12  | 13 | 14  | 15  | 16  | Punkte | Rang |
| -------------------- | -------------------- | --- | --- | --- | --- | - | --- | - | --- | - | --- | --- | --- | -- | --- | --- | --- | ------ | ---- |
| Formel-1-Saison 1984 | Formel-1-Saison 1984 |     |     |     |     |   |     |   |     |   |     |     |     |    |     |     |     | 47     | 3.   |
| E. de Angelis        | 11                   | 3   | 7   | 5   | 3   | 5 | 5   | 4 | 2   | 3 | 4   | DNF | DNF | 4  | DNF | DNF | 5   | 47     | 3.   |
| N. Mansell           | 12                   | DNF | DNF | DNF | DNF | 3 | DNF | 6 | DNF | 6 | DNF | 4   | DNF | 3  | DNF | DNF | DNF | 47     | 3.   |

| Legende  | Legende            | Legende                                                          |
| Farbe    | Abkürzung          | Bedeutung                                                        |
| -------- | ------------------ | ---------------------------------------------------------------- |
| Gold     | –                  | Sieg                                                             |
| Silber   | –                  | 2. Platz                                                         |
| Bronze   | –                  | 3. Platz                                                         |
| Grün     | –                  | Platzierung in den Punkten                                       |
| Blau     | –                  | Klassifiziert außerhalb der Punkteränge                          |
| Violett  | DNF                | Rennen nicht beendet (did not finish)                            |
| Violett  | NC                 | nicht klassifiziert (not classified)                             |
| Rot      | DNQ                | nicht qualifiziert (did not qualify)                             |
| Rot      | DNPQ               | in Vorqualifikation gescheitert (did not pre-qualify)            |
| Schwarz  | DSQ                | disqualifiziert (disqualified)                                   |
| Weiß     | DNS                | nicht am Start (did not start)                                   |
| Weiß     | WD                 | zurückgezogen (withdrawn)                                        |
| Hellblau | PO                 | nur am Training teilgenommen (practiced only)                    |
| Hellblau | TD                 | Freitags-Testfahrer (test driver)                                |
| ohne     | DNP                | nicht am Training teilgenommen (did not practice)                |
| ohne     | INJ                | verletzt oder krank (injured)                                    |
| ohne     | EX                 | ausgeschlossen (excluded)                                        |
| ohne     | DNA                | nicht erschienen (did not arrive)                                |
| ohne     | C                  | Rennen abgesagt (cancelled)                                      |
| ohne     | keine WM-Teilnahme |                                                                  |
| sonstige | P/fett             | Pole-Position                                                    |
| sonstige | 1/2/3/4/5/6/7/8    | Punktplatzierung im Sprint-/Qualifikationsrennen                 |
| sonstige | SR/kursiv          | Schnellste Rennrunde                                             |
| sonstige | *                  | nicht im Ziel, aufgrund der zurückgelegten Distanz aber gewertet |
| sonstige | ()                 | Streichresultate                                                 |
| sonstige | unterstrichen      | Führender in der Gesamtwertung                                   |